# الأيس سامسون
جيفري لوغان سسيولو (ولد في 22 نوفمبر 1987)، هو مصارع محترف أمريكي موقع حاليا في شركة المصارعة العالمية الترفيهية، حيث هو مسجل في القسم رو تحت اسم الايس (اختصار اسمه السابق الياس سامسون).

## النشأة
ولد سسيولو في بيتسبرغ، بنسلفانيا. تدرب تحت شيرلي دو وسوبر هنتاي.

## احتراف المصارعة

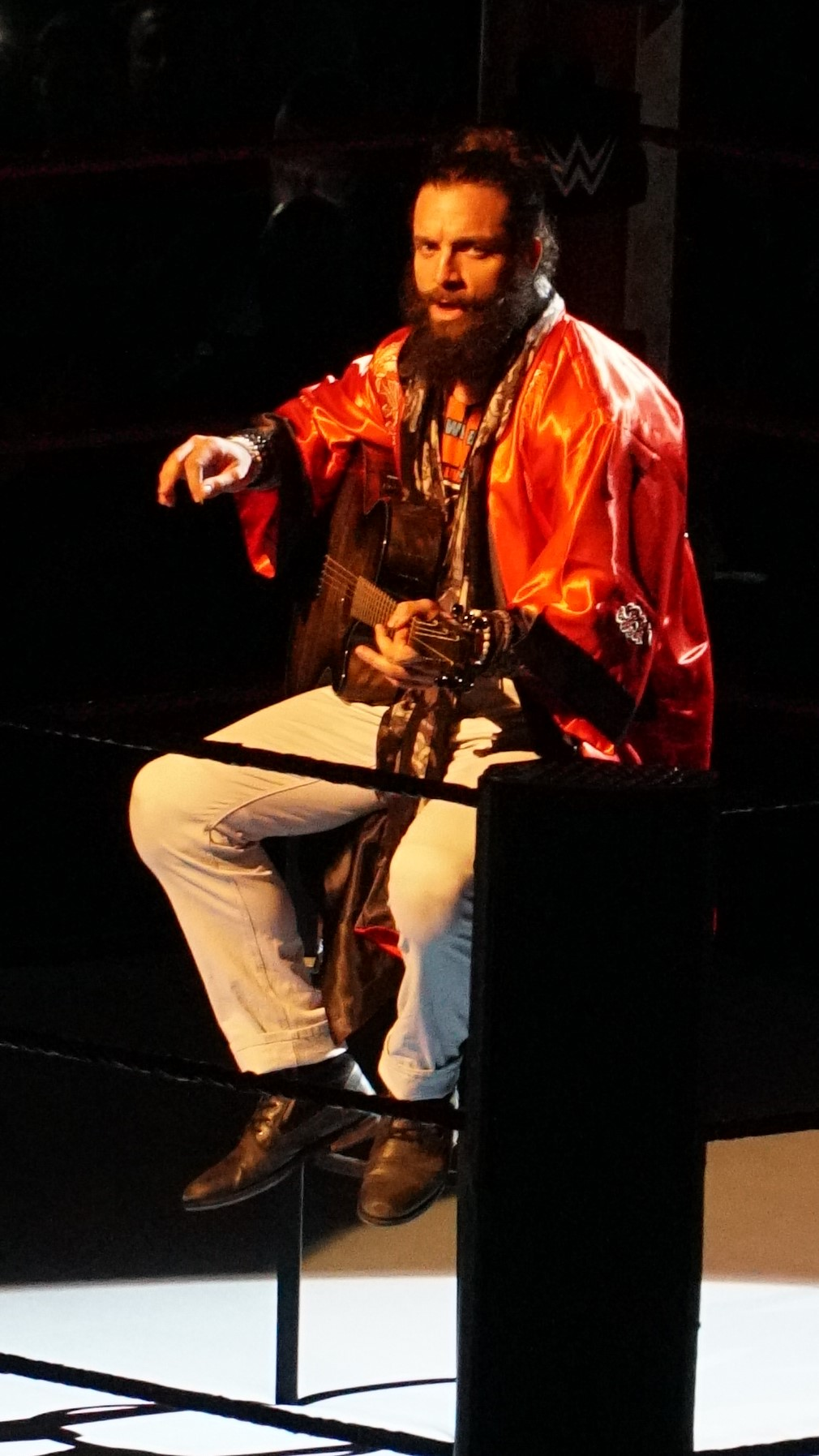
سامسون يعزف علي الجيتار وراء الكواليس

سسيولو صارع في اتحادات عدة على نطاق واسع على حلبات اتحادات مستقلة في مختلف الولاية في شمال شرق الولايات المتحدة الأمريكية، واهمها في اتحاد (IWC) تحت اسم المعادن الثقيلة يسوع، لوغان شولو. وفاز بلقب، السوبر إندي للترويج وبطولة العالم للوزن الثقيل.

### NXT 2014-2017
في أوائل عام 2014، وقع سامسون مع wwe وسجل في قسم المواهب الشابة nxt تحت اسم الايس سامسون. وقدم له لأول مرة في 24 أبريل 2014، وعمل مواهب اخري مثل فريق بلاك وميرفي لمحاولة جاهدة للصعود للاحداث الرئيسية. ثم تم استخدام سامسون بشكل متقطع على شاشة التلفزيون طوال عام 2014 وأوائل عام 2015، والتي تظهر في الغالب على أنها موهبة تعزيز للمصارعين مثل بارون كوربن.
في آب / أغسطس 2015، ظهر سامسون بشخصية جديدة وهي عازف الجيتار في عرض NXT:Take Over Broklyn، تقترب من الحلبة مع الإيتار قبل أن يهزم من قبل بول ديسامبي. ثم دخل سامسون بطولة فريق المصارع الراحل داستي رودز، حيث كان يشكل فريق مع تاكر نايت، ولكن تم استبعادهما من البطولة من قبل داش وايلدر وسكوت داوسون. في 23 ديسمبر 2015 حلقة من NXT، مسجلة قبل NXT:Take Over London، هزم سامسون بول ديمبسي. في الأسابيع التالية في NXT، هزم سامسون جون سكايلر، كوري هوليس، ستيف كوتلر وجيسي سورنسن. في 23 مارس 2016 حلقة من NXT، وخسر سامسون علي يد جوني جارجانو. بعد المباراة سامسون هاجم غارغانو، ولكن جاء أبولو كروز في لجعل حفظ. في حلقة 6 أبريل من NXT، مسجلة في NXT:Take Over Dallas، وخسر سامسون لصالح جارجانو. بعد هذه الخسارة، بدأ سامسون خطا خاسرا، وخسر لأول مرة إلى شينسوكي ناكامورا في 4 مايو وفين بالور في 11 مايو. في حلقة 16 نوفمبر من NXT، هزم سامسون ناثان كروز.
في حلقة 15 مارس 2017، ظهر الايس في شراكة جديدة مع كاسيوس أونو، الذي خسر لتوه مباراة بطولة ضد بوبي رود. أوهنو تحدى سامسون إلى مباراة «لوسر ليفيس نكست»، التي خسرها سامسون في حلقة 29 مارس. في 1 أبريل، واجه سامسون، المصارع المقنع «إل فاغابوندو» (الاسبانية ل «دريفتر») فبعد ان فاز عليه سامسون قام بكشف وجهة.

## الاحداث الرئيسية
في حلقة «راو» في العاشر من أبريل عام 2017، قام سامسون بأول ظهور له في القائمة الرئيسية، وظهر على خشبة المسرح لفترة وجيزة خلال مباراة فريق من ثمانية لاعبين، فضلا عن المشي من خلال الحشد خلال مباراة أخرى في وقت لاحق من تلك الليلة. استمر سامسون في الظهور في الخلفية يعزف علي الإيتار وراء الكواليس خلال الأسابيع القليلة المقبلة. في حلقة 22 مايو من راو، ظهر سامسون في الحلبة اخيرا وكان أول مباراة له ضد دين امبروز واستطاع هزيمته، بسبب تدخل ذا ميز ضد دين امبروز مما جعله يفوز. في حلقة يونيو 19 من راو، كما كان سامسون يغني أغنية علي الحلبة يسخر من فين بالور فيها، الذي دخل لمباراة المقرر ضد بو دالاس، توقفه. وفي وقت لاحق من تلك الليلة، هاجم سامسون بالور حيث كان يجري مقابلة معه وراء الكواليس، وقال له: «لم يسبق له مثيل مرة أخرى»، في الأسبوع التالي في راو، شارك سامسون في مباراة فرق مع سيزارو وشيمس ضد بالور وهاردي بويز جيف هاردي ومات هاردي في مباراة فريق من ستة أشخاص في مباراة لكنه خسر. في حلقة 24 يوليو من راو، هزم الايس فين بالور في مباراة عدم تجريد من الاهلية بسبب تدخل براي وايت. في وقت لاحق من ذلك الأسبوع، حذفت WWE اسم سامسون وجعلته الايس فقط.
ثم دخل إلياس في عداء قصير مع جيسون جوردين، بعد أن قاطع جوردن إلياس خلال أغانيه عن طريق رمي الخضار عليه. وهذا من شأنه أن يؤدي إلى مباراة بين الاثنين في TLC: الطاولات والسلالم والكراسي، حيث هزم إلياس من قبل جيسون. في حلقة 6 نوفمبر من راو، هزم إلياس من قبل جيسون حوردين مرة اخري في مباراة الجيتار المعلق فوق الحلبة حيث أول من يلتقط الجيتار يضرب به خصمه ويكون هو الفائز. في حلقة ديسمبر 25 من رو، هزم الياس من قبل النجم الكبير جون سينا. في 22 يناير 2018، حلقة من راو رقم 25، سيواجه إلياس سينا مرة أخرى، والتي انتهت قبل ان تبدء بسبب ضربة الياس لجون سينا بالجيتار علي ظهره، حيث أعلن الايس انه سيدخل مباراة الرويال رامبل 2018 ودخل رقم 6 وبقي حتي 26 دقيقة قبل ان يقصيه جون سينا في النهاية.
في حلقة 29 يناير من راو، الياس هزم مات هاردي للتأهل لمباراة غرفة الاقصاء لتحديد المنافس المقبل للبطولة العالمية. في حلقة 5 من شباط / فبراير من الرو، هزم الياس جون سينا وبروان سترومان في مباراة ثلاثية لتحديد من سيخرج اخر شخص من الحجرة الزجاجية. خلال تحدي المختلط الذي نظم عبر تطبيق فيسبوك واتش، تم القضاء على فريق إلياس وبايلي في الجولة الأولى من قبل روسيف ولانا. خلال مباراة جوتلنت في 19 فبراير حلقة من الرو، هزم إلياس سيث رولينز، ولكن بعد ذلك خسر لفين باولور.

## وسائل الاعلام الاخري
ظهر الايس في لعبة الفيديو WWE:2k 2018 وهو يلعب فرديا.

## البطولات
- بطولة 24/7

## وصلات خارجية
- الأيس سامسون على موقع IMDb (الإنجليزية)
- الأيس سامسون على موقع ميوزك برينز (الإنجليزية)
- الأيس سامسون على موقع قاعدة بيانات الفيلم (الإنجليزية)
- الأيس سامسون على موقع دبليو دبليو إي (الإنجليزية)
- الأيس سامسون على موقع WrestlingData.com (الإنجليزية)
- الأيس سامسون على موقع CageMatch worker (الإنجليزية)
- الأيس سامسون على موقع قاعدة بيانات المصارعة على الإنترنت (الإنجليزية)
- الأيس سامسون على موقع قاعدة بيانات المصارعة على الإنترنت (الإنجليزية)
- الأيس سامسون على موقع عالم المصارعة على الإنترنت (الإنجليزية)
- الأيس سامسون على موقع عالم المصارعة على الإنترنت (الإنجليزية)

- ـ الأيس في موقع WWE
- ـ samson/videos2/fivequestions/ خمسة أسئلة لالايس سامسون